# Navetas de Rafal Rubí
Las navetas de Rafal Rubí son dos navetas, construcciones funerarias fechadas entre el Edad del Bronce medio y final y exclusivas de la isla de Menorca. Corresponden a los momentos finales de la cultura pretalayótica y los momentos iniciales de la cultura talayótica. Son tumbas colectivas del mismo tipo que la naveta des Tudons pero de dimensiones más pequeñas y con la particularidad de estar muy próximas entre sí. Ambas tienen una losa perforada de acceso a la cámara interior, la cual está dividida en dos niveles. En ambos casos se accede al nivel superior a través de un conducto vertical que se abre en el techo del pasillo de entrada al edificio. Están construidas con técnica ciclópea, es decir, con piedras de grandes dimensiones colocadas formando hiladas.
Son dos de los 32 yacimientos prehistóricos menorquines que se presentan a la candidatura de la Menorca Talayótica como patrimonio de la humanidad ante la UNESCO.

## Naveta norte
La naveta norte o septentrional es de planta absidal alargada, de 13,6 metros de longitud total y 9 metros de anchura máxima. La altura máxima conservada en la fachada es de 3 metros, aunque originalmente era más alta. Actualmente el ábside está destruido y falta probablemente una de las losas de cubierta, de la que se conservan sólo cinco grandes losas. La fachada es ligeramente cóncava y está construida con bloques relativamente regulares, con hiladas horizontales en el paramento exterior. Esta naveta se excavó y restauró en el año 1977, bajo la dirección de Guillermo Rosselló Bordoy, lo que permitió localizar restos óseos humanos en la cámara superior.

## Naveta sur
La naveta sur o meridional mide 13,75 metros en su eje longitudinal, con una anchura máxima de 8,70 metros. Cabe resaltar que sobre la entrada se localiza una repisa formada por una losa. También en el ábside de la cámara se localiza una repisa formada por dos losas planas, de función desconocida. En los años sesenta fue objeto de una excavación arqueológica dirigida por Guillermo Rosselló Bordoy y María Luisa Serra Belabre que proporcionó fragmentos de cerámica de la Edad del Bronce medio, de formas globulares y esféricas. También se encontraron dos objetos de metal, un colgante bicónico de bronce y un fragmento de torques o varilla, también de bronce. Estos objetos formarían parte de la ajuar funerario, relacionado con las creencias en otra vida después de la muerte.

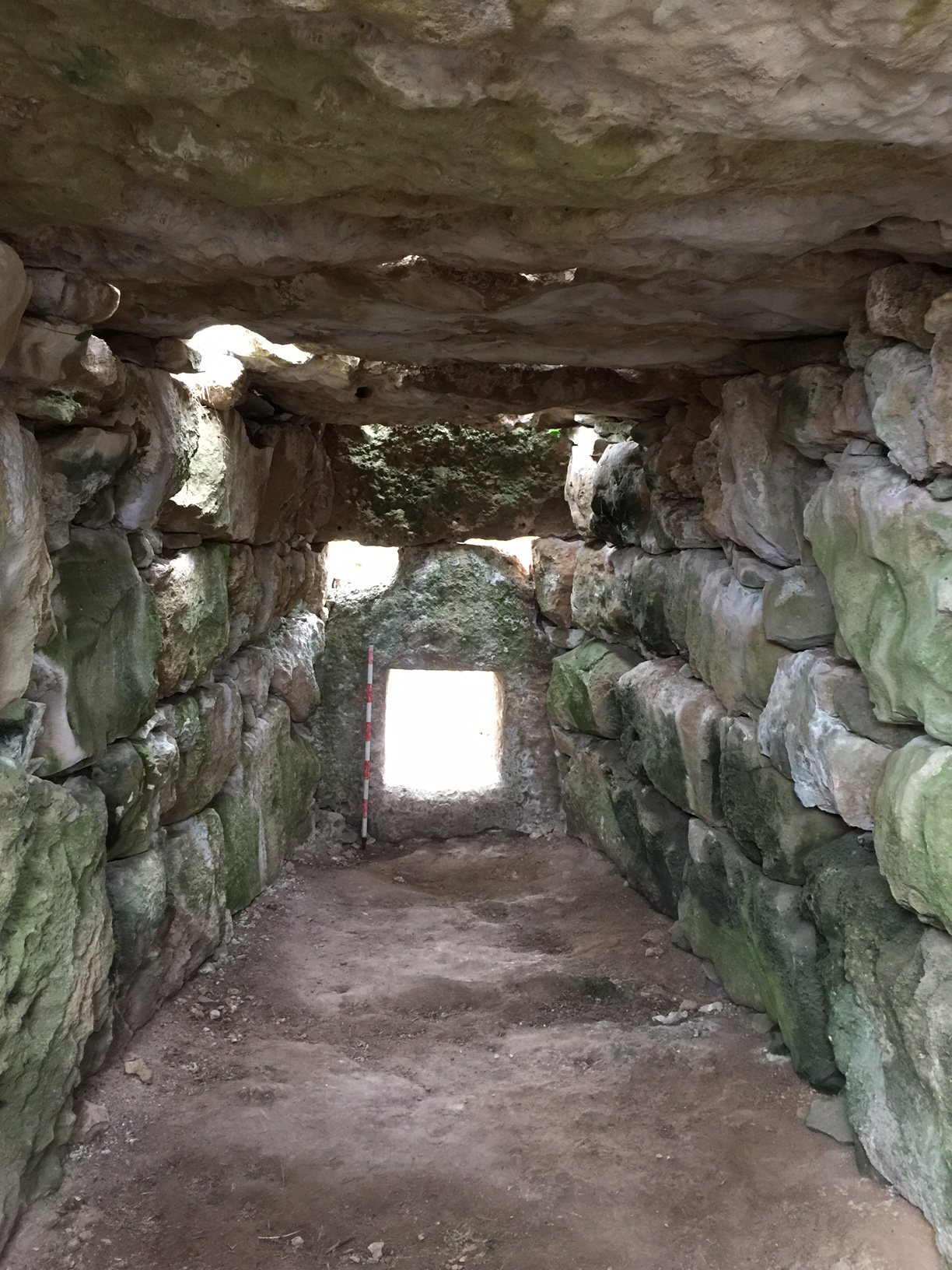
Interior de la naveta septentrional de rafal Rubí, Alayor, Menorca.

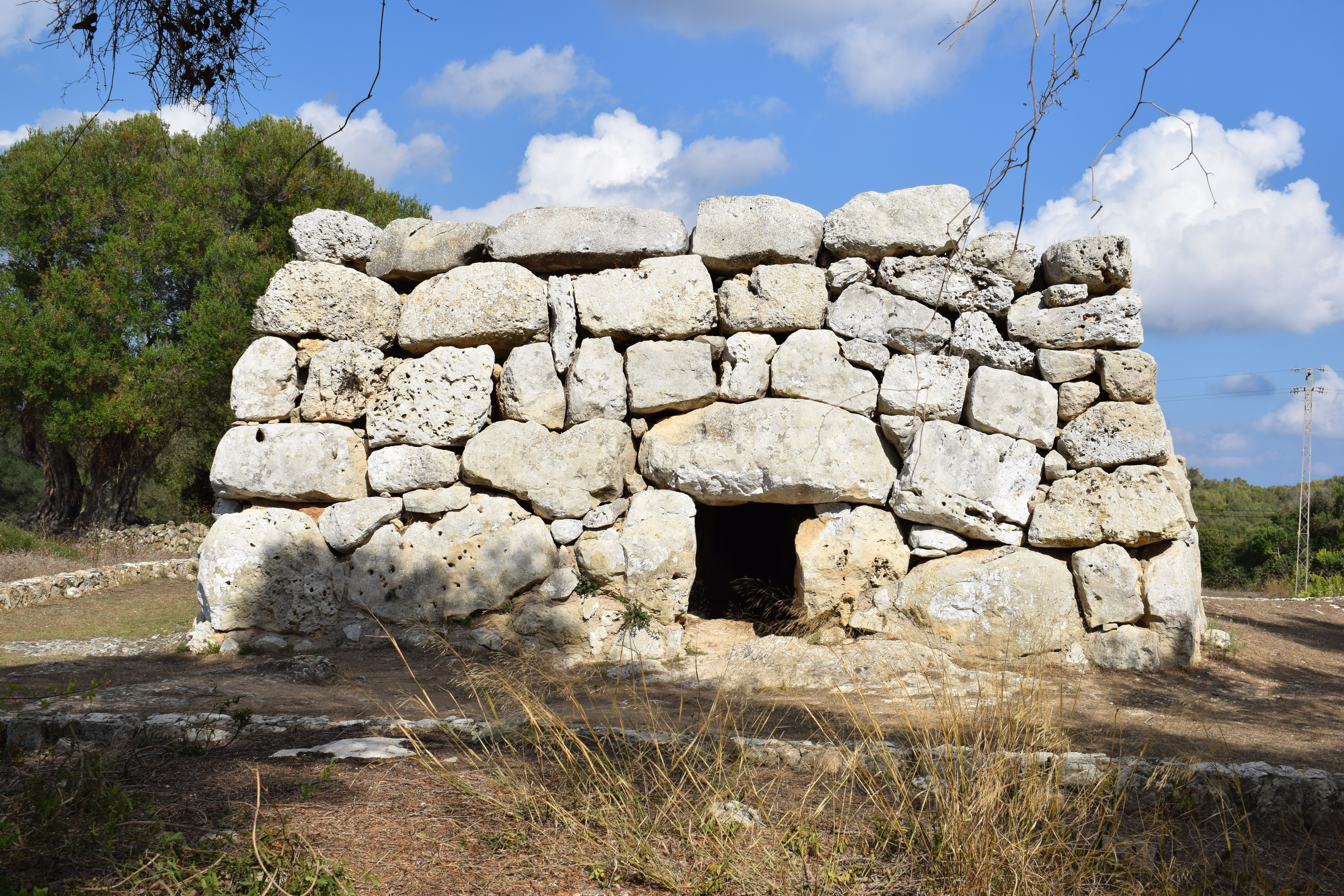
Naveta meridional de Rafal Rubí, Alayor, Menorca

## Acceso
Se accede por la carretera general Me-1. Saliendo de Mahón en dirección a Alayor, en el punto kilométrico 6,6, hay una desviación a la derecha, a través de la cual se accede a un camino rural. Poco después, a unos 100 metros, a la izquierda del camino, se sitúa la entrada al monumento.

## Menorca Talayótica Patrimonio de la Humanidad
Menorca Talayótica es un bien inscrito en la Lista del Patrimonio Mundial de la UNESCO en 2023. Se trata de un conjunto de yacimientos arqueológicos que testimonian una cultura prehistórica insular excepcional, caracterizada por una arquitectura ciclópea única. La isla conserva monumentos exclusivos como las navetas funerarias, las casas circulares, los santuarios de taula y los talayots, que se mantienen en plena armonía con el paisaje menorquín y su relación con el firmamento.
Menorca cuenta con uno de los paisajes arqueológicos más ricos del mundo, modelado por generaciones que han preservado el legado talayótico. Tiene la mayor densidad de yacimientos prehistóricos por superficie en una isla y es un símbolo de su identidad insular.
Esta zona se divide en nueve áreas que cubren yacimientos y paisajes asociados, con una cronología que va desde la aparición de las construcciones ciclópeas alrededor del 1600 a. C. hasta la romanización en el 123 a. C. El valor excepcional de sus monumentos y paisajes llevó a su inscripción en la Lista del Patrimonio Mundial de la UNESCO en 2023.